# Campionati europei di tuffi 2011 - Piattaforma 10 metri femminile
La gara si è disputata il 9 marzo 2011 e vi hanno partecipato 14 atlete. Le prime 12 dopo il primo turno sono state ammesse alla finale.

## Medaglie
| Posizione | Atleta           | Paese    |
| --------- | ---------------- | -------- |
| Oro       | Noemi Batki      | Italia   |
| Argento   | Julija Koltunova | Russia   |
| Bronzo    | Maria Kurjo      | Germania |

## Qualifiche
| Pos. | Atleta               | Nazione     | Punti  |
| ---- | -------------------- | ----------- | ------ |
| 1    | Julija Koltunova     | Russia      | 351.90 |
| 2    | Audrey Labeau        | Francia     | 342.95 |
| 3    | Julija Prokopčuk     | Ucraina     | 309.45 |
| 4    | Maria Kurjo          | Germania    | 307.75 |
| 5    | Natal'ja Gončarova   | Russia      | 303.40 |
| 6    | Nora Subschinski     | Germania    | 298.10 |
| 7    | Jennifer Cowen       | Regno Unito | 289.65 |
| 8    | Brooke Graddon       | Regno Unito | 280.40 |
| 9    | Noemi Batki          | Italia      | 268.20 |
| 10   | Mara Elena Aiacoboae | Romania     | 253.55 |
| 11   | Corina Popovici      | Romania     | 249.10 |
| 12   | Giorgia Barp         | Italia      | 236.00 |
| 13   | Villő Kormos         | Ungheria    | 233.55 |
| 14   | Iira Laatunen        | Finlandia   | 221.10 |

## Finale
| Pos. | Atleta               | Nazione     | Punti  |
| ---- | -------------------- | ----------- | ------ |
|      | Noemi Batki          | Italia      | 346.35 |
|      | Julija Koltunova     | Russia      | 327.30 |
|      | Maria Kurjo          | Germania    | 318.45 |
| 4    | Jennifer Cowen       | Regno Unito | 309.75 |
| 5    | Natal'ja Gončarova   | Russia      | 309.35 |
| 6    | Julija Prokopčuk     | Ucraina     | 303.55 |
| 7    | Nora Subschinski     | Germania    | 297.15 |
| 8    | Brooke Graddon       | Regno Unito | 290.65 |
| 9    | Audrey Labeau        | Francia     | 280.50 |
| 10   | Mara Elena Aiacoboae | Romania     | 278.25 |
| 11   | Corina Popovici      | Romania     | 270.70 |
| 12   | Giorgia Barp         | Italia      | 231.60 |

## Fonti
- (EN) Omegatiming.com - Qualifiche (PDF) [collegamento interrotto], su omegatiming.com.
- (EN) Omegatiming.com - Finale (PDF), su omegatiming.com. URL consultato il 9 marzo 2011 (archiviato dall'url originale il 15 luglio 2011).